# MOTION Beweeg College
Het MOTION Beweeg College is een openbare school, die is ontstaan bij de reorganisatie van een aantal scholen van de Stichting Stedelijk Voortgezet Onderwijs Zoetermeer. Het Beroepscollege Zoetermeer VMBO en het Beroepscollege Zoetermeer Praktijk zijn gevestigd aan het Van Doornenplantsoen te Zoetermeer. De school behoort samen met het Picasso Lyceum tot de Scholen Combinatie Zoetermeer. 

## Openbaar
Het MOTION Beweeg College is een openbare school. De gemeente Zoetermeer vormt echter niet het bevoegd gezag van de school. In 1995 werd er een bestuur gevormd (gemeenschappelijke regeling), bestaande uit leden van de gemeenteraad en van de Stichting (Voortgezet) Katholiek Onderwijs Zoetermeer. In januari 2005 is er een nieuw bestuur ontstaan, opgericht volgens de normen en statuten voor een Openbare Stichting. Dit bestuur vormde tegelijkertijd het bevoegd gezag voor Het Atrium, school voor Praktijkonderwijs, het Picasso Lyceum, school voor vwo, havo en vmbo-t en voor het Stedelijk College, vmbo-school met alle leerwegen. In dit bestuur is de gemeenteraad niet meer vertegenwoordigd. Drie leden vertegenwoordigen de ouder geledingen van de betrokken scholen, drie leden hebben zitting namens de drie grote p.o.-besturen (SKOZ, VCOZ en OPOZ), de overige leden hebben zitting op persoonlijke kwaliteiten.

## Ontstaan
Het MOTION Beweeg College is ontstaan na verschillende fusies. 
In 1968 was er de wil tot samenwerken onder de besturen van protestants christelijk onderwijs, Rooms Katholiek onderwijs en de gemeente Zoetermeer. En op 20 november 1969 opende de toenmalige staatssecretaris mr. J.H. Grosheide van Onderwijs en Wetenschappen de lagere technische school "De Brug"     aan de Du Meelaan te Zoetermeer.
Kort daarna kwam de eerste fusie tot stand met de lagere agrarische school van de Hollandse Maatschappij van Landbouw en ontstond de Samenwerkingsschool De Brug.
Omdat de school al snel te klein bleek werd een naar een definitieve huisvesting gezocht. Op 18 november 1977 kon een nieuw gebouw officieel geopend worden.
De opening werd door een driemanschap verricht. De toenmalige burgemeester de heer J.W. Wegstapel, oud wethouder J. van Doornen en de heer J.G. Spekman, oud voorzitter van het toenmalige stichtingsbestuur.
Bij de oprichting van de school was een toezegging gedaan dat elke dominantie het recht had om op een later tijdstip uit het samenwerkingsverband te stappen.
Op het moment dat het PC onderwijs in Zoetermeer het idee had dat ze genoeg leerlingen konden krijgen voor een eigen LBO school ging men acties voeren om dit voor elkaar te krijgen. Bestuurlijk ontstond er nu een periode, waarin de samenwerkingsgedachte tussen de besturen verloren ging, omdat de andere richtingen nu eigen voorzieningen voorstonden.
Het Protestant Christelijk onderwijs trad vervolgens uit de Stichting Samenwerking Beroepsonderwijs Zoetermeer en begon met de bouw van een eigen school. Het RK onderwijs volgde kort daarna.
Door het bestuur werd de beslissing genomen om van "De Brug" een openbare school te maken .
Op 1993 vond er een tweede fusie plaats, namelijk met de Openbare Seghwaert Mavo en ontstond er een nieuwe scholengemeenschap met de naam: "Seghwaert- De Brug".
In 1995 kwam wederom een fusie tussen vier andere Zoetermeerse scholen tot stand: Pallas College, Emmaus Mavo, Petrus College en Seghwaert- De Brug. Deze vier scholen gingen verder onder de naam: Stedelijk College Zoetermeer . Met de komst van een nieuw schoolgebouw waarin de vmbo-t locatie aan de Paltelaan en het lyceum aan de Schubertrode samengingen, kregen de verschillende locaties weer een eigen naam, bekend als Lyceum Schubertrode, de Mavo Dr. J.W. Paltelaan en het Vmbo Van Doornenplantsoen.
Door samenwerking van schoolgemeenschap Effatha kreeg de school een afdeling-unit doven .
Eind 2008 zijn de locaties Schubertrode (gymnasium, atheneum en havo) en de Paltelaan (vmbo-t) samengekomen in het nieuwe gebouw van het Picasso Lyceum aan de Paletsingel. De school aan het Van Doornenplantsoen heette sindsdien het Stedelijk College en de scholen aan de Paltelaan en Schubertrode kregen samen de naam Picasso Lyceum. Het Stedelijk College Zoetermeer heeft de naam Scholen Combinatie Zoetermeer gekregen. De SCZ en Het Atrium (school voor praktijkonderwijs) zijn sinds 2005 onderdeel van de Stichting Stedelijk Voortgezet Onderwijs Zoetermeer (SSVOZ).
In het gebouw van Het Atrium aan de Dr. J.W. Paltelaan is met ingang van 1 augustus 2019 de nieuwe MAVO Zoetermeer van start gegaan. Om daar ruimte voor te maken zijn de leerlingen van Het Atrium verhuisd naar het gebouw van het Stedelijk College en gaan daar verder onder de naam Beroepscollege Zoetermeer Praktijk. De leerlingen van de opleidingen kader en basisberoepsgericht van het Stedelijk College blijven daarbij ook in het gebouw en gaan verder onder de naam Beroepscollege Zoetermeer VMBO.